# Xylocopa olivacea
Xylocopa olivacea är en biart som först beskrevs av Fabricius 1778. Xylocopa olivacea ingår i släktet snickarbin, och familjen långtungebin. Inga underarter finns listade i Catalogue of Life. Arten förekommer i mellersta och södra Afrika.

## Beskrivning
Artens hona har tät, gul päls på mellankroppen och som ett band på tergit 1; i övrigt är färgen svart. Hanen är helt och hållet klädd i gul päls. Arten är ett medelstort bi med en kroppslängd på 14 till 22 mm.

## Utbredning
Utbredningsområdet sträcker sig från Senegal, Sierra Leone, Ghana, Togo och Nigeria över Kamerun, Kongo-Kinshasa, Angola på den västra sidan, samt från Etiopien över Tanzania, Moçambique och Malavi på den östra till Sydafrika.

## Ekologi
Arten är solitär, honan svarar själv för avkommans omhändertagande. Likt många andra snickarbin har honan en kvalsterficka på tergit 1, där hon förvarar symbiotiska kvalster. Dessa håller larverna och deras näring (pollen) fria från mögelsvampar.
Arten är en viktig pollinerare, som har konstaterats vara av stor betydelse för överlevnaden av kommersiellt viktiga grödor som ärtväxten Cajanus cajan och annattoträd i familjen Bixaceae. En undersökning som utfördes i Ghana åren 2009 till 2010, visade att Luffa aegyptiaca, en gurkväxt med ett flertal kommersiella tillämpningar, gav 50% högre avkastning om den pollinerades av Xylocopa olivacea i stället för av vanligt honungsbi.